# Istanbul'un fethi
Istanbul'un fethi (in italiano: La conquista di Costantinopoli), è un film turco del 1951, di Aydin Arakon (regista turco), girato in Turchia.

## Il film
Questo film parla della conquista di Costantinopoli da parte dei turchi ottomani, nel 1453, fatto storico che pose fine all'impero romano d'Oriente e che permise all'impero ottomano, di espandersi nei Balcani. Come protagonisti di questo film, ci sono i personaggi storici quali, il sultano ottomano, Mehmet II (1451-1480, interpretato da Sami Ayanoglu, e l'imperatore bizantino, Costantino XI Paleologo (1449-1453), interpretato da Cahit Irgat, e Candarli Halil Pasha, interpretato da Resit Gürzap. Nel film sono rappresentati anche il mega dux, Luca Notara, interpretato da Vedat Örfi Bengü, Ulubatli Hasan, interpretato da Turan Seyfioglu.